# 山口県立総合医療センター
山口県立総合医療センター（やまぐちけんりつそうごういりょうセンター）は、山口県防府市にある医療機関。地方独立行政法人山口県立病院機構が運営する病院である。山口県県央部（山口市・防府市・周南市等）における第三次救急医療機関であり、高度総合医療を担う。

## 沿革
- 1949年（昭和24年） - 防府市車塚の日本医療団山口県中央病院について、同団解散に伴い閉鎖された施設を山口県が買収し、山口県立防府総合病院として発足。
- 1953年（昭和28年） - 山口県立中央病院に改称。
- 1963年（昭和38年） - 地方公営企業法の財務規程等の一部を適用。
- 1967年（昭和42年） - 厚生省が救急医療センターとして指定。
- 1983年（昭和58年） - 現在の位置に新築移転。
- 2003年（平成15年） - 厚生労働省ががん診療拠点病院に指定。
- 2005年（平成17年） - 山口県立総合医療センターに改称。
- 2011年（平成23年）4月1日 - 地方独立行政法人山口県立病院機構発足、設置者が地方独立行政法人に変更になる。
- 2014年（平成26年）8月1日 - 認知症疾患医療センターに指定
- 2014年（平成26年）8月29日 - 地域医療支援病院の承認

## 診療科
（この節の出典）
- 内科
- 脳神経内科
- 呼吸器内科
- 消化器内科
- 循環器内科
- 腎臓内科
- 内分泌内科
- 血液内科
- 小児科
- 小児科（新生児）
- 外科
- 消化器外科
- 乳腺外科
- 整形外科
- 形成外科
- 脳神経外科
- 心臓血管外科
- 小児外科
- 皮膚科
- 泌尿器科
- 産婦人科
- 婦人科（生殖医療）
- 眼科
- 耳鼻咽喉科
- リハビリテーション科
- 放射線科
- 精神科
- 救急科
- 麻酔科
- 歯科
- 歯科口腔外科
- 病理診断科

## 医療機関の認定
（下表の出典）
| 保険医療機関                                             | へき地医療拠点病院                             |
| 労災保険指定医療機関                                     | 救命救急センター                               |
| 指定自立支援医療機関（更生医療）                         | 臨床研修病院                                   |
| 指定自立支援医療機関（育成医療）                         | 指定自立支援医療機関（精神通院医療）           |
| 臨床修練病院等                                           | 身体障害者福祉法指定医の配置されている医療機関 |
| がん診療連携拠点病院                                     | 精神保健指定医の配置されている医療機関         |
| エイズ治療拠点病院                                       | 生活保護法指定医療機関                         |
| 特定疾患治療研究事業委託医療機関                         | 結核指定医療機関                               |
| 指定養育医療機関                                         | 指定小児慢性特定疾病医療機関                   |
| 難病の患者に対する医療等に関する法律に基づく指定医療機関 | DPC対象病院                                    |
| 戦傷病者特別援護法指定医療機関                           | 原子爆弾被害者医療指定医療機関                 |
| 総合周産期母子医療センター                               | 原子爆弾被害者一般疾病医療取扱医療機関         |
| 第一種感染症指定医療機関                                 | 公害医療機関                                   |
| 母体保護法指定医の配置されている医療機関                 | 単独型臨床研修施設又は管理型臨床研修施設       |
| 地域医療支援病院                                         | 災害拠点病院（基幹）                           |

- 山口県肝疾患専門医療機関[2]
- 認知症疾患医療センター（県指定）[3]
- 臓器提供施設[4]
- 公益財団法人日本医療機能評価機構認定病院(3rdG:Ver.2.0(4回目,2020年1月6日認定,2025年1月23日認定有効期限))[5]
- このほか、各種法令による指定・認定病院であるとともに、各学会の認定施設でもある。

## 交通アクセス
- JR山陽本線「防府駅」てんじん口（北口）から防長バス・JRバス乗車「県立総合医療センター前」停留所下車正面[6]。
- JR山口線「山口駅」からJRバス乗車、「県立総合医療センター前」停留所下車正面[6]。